# As Rapture Comes
As Rapture Comes – siódmy album studyjny szwedzkiej grupy muzycznej Grave. Wydawnictwo ukazało się 25 lipca 2006 roku nakładem wytwórni muzycznej Regain Records.
Wszystkie instrumenty zostały nagrane w Soulless Studios w Sztokholmie. Natomiast wokalisy zostały zrealizowane w Abyss Studio. Mastering nagrań wykonał Henrik Johnsson w Masters of Audio.

## Lista utworów
Opracowano na podstawie materiału źródłowego.
1. "Intro - Day of Reckoning" – 0:49
2. "Burn" – 6:24
3. "Through Eternity" – 3:45
4. "By Demons Bred" – 4:16
5. "Living the Dead Behind" – 6:26
6. "Unholy Terror" – 3:45
7. "Battle of Eden" – 3:38
8. "Epic Obliteration" – 4:03
9. "Them Bones" – 2:32 (cover Alice in Chains)
10. "As Rapture Comes" – 5:34

## Twórcy
Opracowano na podstawie materiału źródłowego.
| - Ola Lindgren - śpiew, gitara prowadząca, produkcja muzyczna - Jonas Torndal - gitara rytmiczna - Fredrik Isaksson - gitara basowa |  | - Pelle Ekegren - perkusja - Peter Tagtgren - realizacja dźwięku, miksowanie - Henrik Johnsson - mastering |